# Canfranc (kommunhuvudort)
Canfranc (occitanska: Campfranc) är en kommunhuvudort i Spanien.   Den ligger i provinsen Provincia de Huesca och regionen Aragonien, i den nordöstra delen av landet, 400 km nordost om huvudstaden Madrid. Canfranc ligger 1 056 meter över havet och antalet invånare är 589.
Terrängen runt Canfranc är kuperad åt sydost, men åt nordväst är den bergig. Canfranc ligger nere i en dal. Runt Canfranc är det glesbefolkat, med 19 invånare per kvadratkilometer. Närmaste större samhälle är Jaca, 16,5 km söder om Canfranc. Trakten runt Canfranc består i huvudsak av gräsmarker.